# Owned and operated
Owned and operated (O&O), status för en tv-station som innebär att stationen ägs av det network som den sänder. Termen används i de länder de markssändande tv-kanalerna inte är landstäckande utan byggs upp av ett antal affiliates runt om i landet.
På Bostonmarknaden ägs exempelvis stationen WBZ-TV av CBS Corporation och sänder program från CBS-nätverket, vilket gör WBZ-TV till en O&O för CBS. WCVB-TV och WHDH-TV som sänder ABC och NBC ägs däremot inte av sina respektive networks utan av fristående företag, vilket gör WCVB-TV och WHDH-TV till vanliga affiliates.
Termerna O&O, network och affiliate förekommer främst i Nordamerika och till viss del i Australien. I många andra länder, såsom de flesta europeiska, sänder ett network samma innehåll landstäckande och alla stationer i ett network ägs av samma företag, vilket gör att alla dessa termer blir överflödiga.